# Liste profanierter Kirchen im Bistum Osnabrück

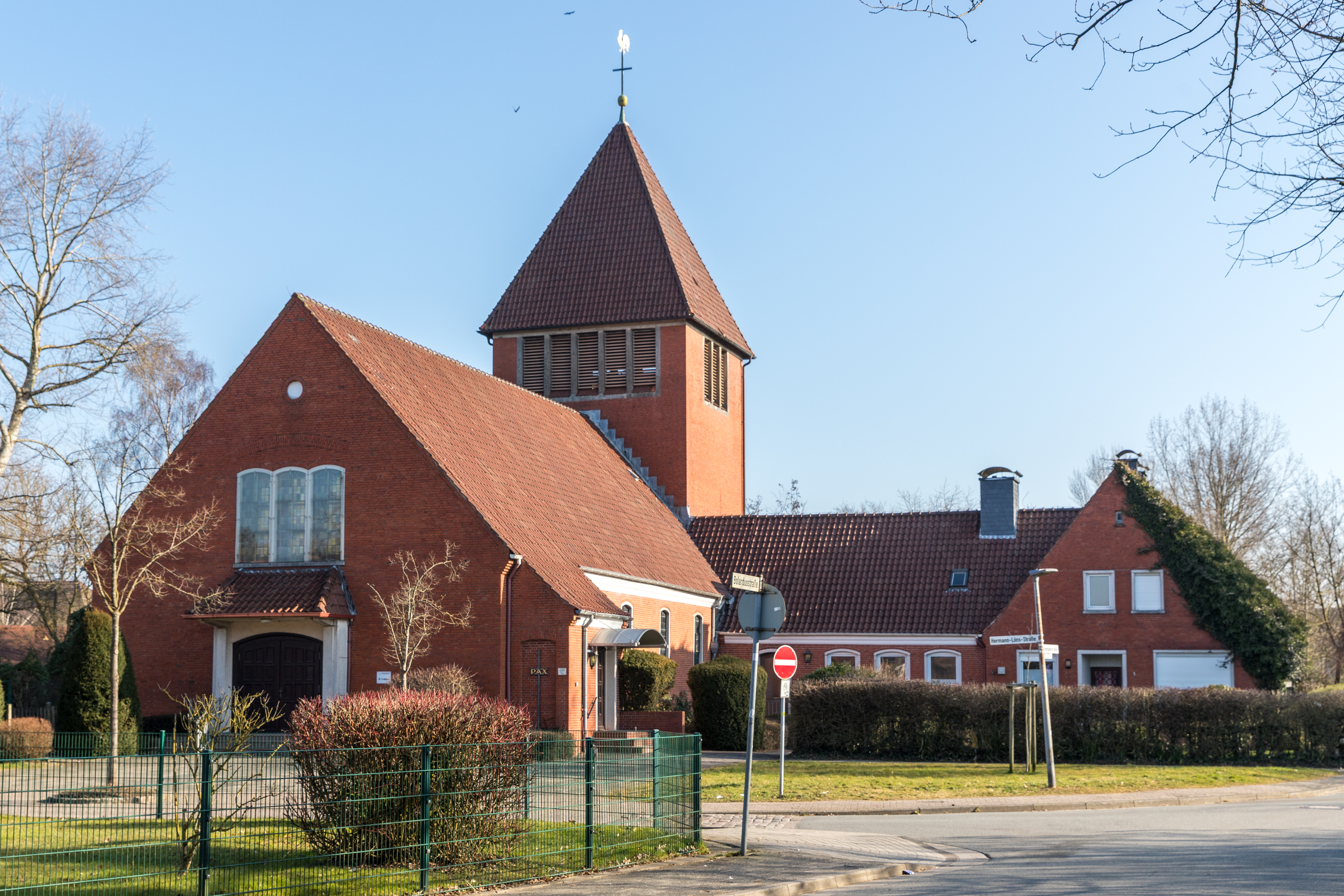
St.-Walburga-Kirche in Emden vor ihrer Profanierung

Die Liste profanierter Kirchen im Bistum Osnabrück führt Kirchen und Kapellen auf, die im Bistum Osnabrück profaniert wurden. Sie wurden oder werden verkauft, umgewidmet, umgebaut oder abgerissen.

## Prolog
Ökonomische Zwänge durch Rückgang der Kirchensteuereinnahmen sowie Priestermangel und Rückgang der Zahl praktizierender Katholiken im Bistum Osnabrück führen dazu, dass einerseits Gemeinden zu größeren Pfarreien zusammengeführt werden, andererseits aber auch Kirchen geschlossen werden. In den Jahren von 2000 bis 2021 wurden mehr als drei Prozent aller Kirchen (elf von 305) profaniert.

## Profanierte Kirchen und Kapellen
- Bremen
  - Borgfeld, St. Katharina (Kapelle) – Entwidmung 1994[2]
  - Findorff, St. Bonifatius – Die am 11. August 1959 geweihte Kirche entstand nach Plänen von Theo Burlage und Bernd Nierbuer, zuletzt gehörte sie zur Pfarrei St. Marien. Am 4. Mai 2019 wurde die Kirche nach einer letzten Heiligen Messe profaniert. Das Kirchengebäude wurde zu einer Kindertagesstätte umgebaut, die am 6. Juli 2022 eröffnet wurde, sowie einem Gemeindesaal, in dem auch Gottesdienste stattfinden.[3]
  - Gröpelingen, St. Nikolaus, Filialkirche der Kirchengemeinde St. Marien, Bremen – Kirchweihe 1959, Profanierung 2012, Umbau und Einweihung als Gemeindezentrum mit Kindergarten 2014[4]
  - Grolland, St. Franziskus, Filialkirche der Kirchengemeinde St. Pius, Bremen – Konsekration 1966, Abriss 1995
  - Hemelingen-Arbergen, St. Barbara, Filialkirche der Kirchengemeinde St. Raphael, Bremen – Kirchweihe 1977, Profanierung 2011, verkauft, Abriss geplant[5]
  - Neustadt, Herz Jesu, Filialkirche der Kirchengemeinde St. Franziskus, Bremen – Kirchweihe 1937, 2008 zur Kapelle verkleinert und in Altenzentrum integriert[6]
  - Vahr, St. Laurentius (Kirche), Filialkirche der Kirchengemeinde St. Raphael, Bremen – Kirchweihe 1963, Abriss 1999, 2000 durch St.-Laurentius-Kapelle ersetzt[7]
- Emden, St. Walburga, Filialkirche der Pfarrei Christ König, Emden – Kirchweihe 20. Oktober 1957, Profanierung 25. Mai 2025, Abriss geplant
- Eystrup, St. Raphael, Filialkirche der Kirchengemeinde St. Michael, Hoya – Kirchweihe 1962, Entwidmung 2004, Abriss 2006[8]
- Die Kapelle St. Franziskus in Westoverledingen‑Ihrhove wurde nach dem Zweiten Weltkrieg, im Jahr 1958/1959 erbaut und als Filialkirche der Gemeinde St. Bernhard in Flachsmeer errichtet. 2020 wurde die Kapelle profaniert und das Gebäude zum Verkauf ausgeschrieben.
- Krummhörn, Ortsteil Pewsum, St. Hedwig, Filialkapelle der Pfarrei Christ König, Emden – Kirchweihe 1. Februar 1959, Profanierung 2023, Abriss geplant[9][10]
- Lingen-Reuschberge, St. Michael, Filialkirche der Kirchengemeinde St. Bonifatius, Lingen – Kirchweihe 1969, letzter Gottesdienst 2001, Nutzung als Kulturzentrum[11]
- Martfeld, Filialkirche der Kirchengemeinde Bruchhausen-Vilsen – Umnutzung als Wohngebäude
- Nordhorn-Klausheide, St. Ludgerus, Filialkirche der Kirchengemeinde St. Augustinus, Nordhorn – Kirchweihe 1965, Entwidmung 2009, Abriss im August 2011
- Osnabrück, Dominikanerkirche – Das Dominikanerkloster Zum heiligen Kreuz wurde 1803 aufgehoben, nach verschiedenen anderen Nachnutzungen wird die ehemalige Klosterkirche seit 1993 als Kunsthalle Osnabrück genutzt.
- Die Gedächtniskirche in Rhede an der Ems, auch als „Alte Rheder Kirche“ bekannt, wurde bereits im Jahr 1913 profaniert – als die Kirchengemeinde St. Nikolaus die heutige Pfarrkirche im Ortskern einweihte. Seit 1991 ist der Landkreis Emsland Eigentümer, der sie zur offiziellen „Gedächtniskirche“ für die Opfer der Weltkriege und nationalsozialistischen Gewaltherrschaft umfunktionierte.
- Wagenfeld, Filialkirche der Kirchengemeinde Christus König, Diepholz – Umnutzung als Wohngebäude
- Wietmarschen-Füchtenfeld, Hl. Kreuz, Filialkirche der Kirchengemeinde St. Johannes Apostel, Wietmarschen – Kirchweihe 1966, Entwidmung im Juni 2010, Abriss im Oktober 2010[12]